# Antispila ampelopsia
Antispila ampelopsia är en fjärilsart som beskrevs av Hiroshi Kuroko 1961. Antispila ampelopsia ingår i släktet Antispila och familjen hålmalar, (Heliozelidae). Inga underarter finns listade i Catalogue of Life.